# Залиманское сельское поселение
Залиманское сельское поселение — муниципальное образование Богучарского муниципального района Воронежской области России.
Административный центр — село Залиман.

## География
Залиманское сельское поселение расположено в бассейне реки Дон и его правого притока реки Богучарки, в степной зоне южных отрогов Среднерусской возвышенности, граничит с муниципальными образованиями Богучарского муниципального района: Подколодновским, Филоновским, Дьяченковским, Поповским и Твердохлебовским сельскими поселениями и городским поселением — «город Богучар».

## Население
| 2000  | 2005  | 2010  | 2012  | 2013  | 2014  | 2015  | 2016  | 2017  |
| ----- | ----- | ----- | ----- | ----- | ----- | ----- | ----- | ----- |
| 3744  | ↘3477 | ↘3311 | ↗3317 | ↘3289 | ↘3274 | ↗3293 | ↗3313 | ↗4334 |
| 2018  | 2019  | 2020  | 2021  |       |       |       |       |       |
| ↗4711 | ↗5001 | ↗5213 | ↘3290 |       |       |       |       |       |

### Национальный состав
В 2011 году русские составляли 92 % населения.

## Населённые пункты
В состав поселения входят:
- село Залиман,
- хутор Галиёвка,
- село Грушовое.